# Guglielmo Bevilacqua (XIV secolo)

Stemma dei Bevilacqua.

Guglielmo Bevilacqua (Verona, 1334 – Pavia, 28 novembre 1397) è stato un condottiero italiano.

## Biografia
Era figlio di Francesco Bevilacqua e di Anna Zavarise (?-1372).
Fu uomo di fiducia della famiglia Della Scala, signori di Verona, che lo confermò nel feudo di Bevilacqua avuto dal padre, con annesso castello. Cansignorio della Scala, morendo nel 1375, lo nominò nel suo testamento tutore dei suoi figli minori.
Quando nel 1381 Antonio della Scala fece assassinare il fratello Bartolomeo per poter regnare da solo, Guglielmo Bevilacqua fu cacciato da Verona e subì la confisca dei beni. Si rifugiò prima presso Galeotto I Malatesta, signore di Rimini e quindi a Pavia, dove venne accolto da Gian Galeazzo Visconti, che nel 1385 lo investì del feudo di Maccastorna con relativo castello, quale riconoscimento per avere contribuito alla cacciata di Bernabò Visconti. Nel 1387 partecipò con i Visconti alla conquista di Verona e nel 1388 di Padova. Nel 1395 assunse la carica di podestà di Bergamo.
Morì a Pavia nel 1397.

## Discendenza
Guglielmo sposò in prime nozze nel 1350 Francesca Castelbarco e in seconde nozze Taddea Tarlati (?-1417), sorella del cardinale Galeotto Tarlati.
Ebbe nove figli:
- Francesco (?-1419), condottiero
- Leonardo, condottiero
- Libera
- Guglielmo (?-1402)
- Elisabetta, sposò Gentile Da Varano
- Caterina, sposò Giovanni Pico della Mirandola, signore di Mirandola e Conte di Concordia
- Antonio (1388-1400)
- Anna
- Galeotto (?-1441), condottiero al servizio dei Visconti